# Eleccions legislatives luxemburgueses de 1999
Les eleccions legislatives luxemburgueses de 1999 se celebraren el 13 de juny de 1999, per a renovar els 60 membres de la Cambra de Diputats de Luxemburg. Va vèncer novament el Partit Popular Social Cristià del primer ministre Jean-Claude Juncker, qui ha estat renovat en el càrrec que ocupa des de 1995.

## Resultats
| ← Eleccions legislatives luxemburgueses, 1999 → |                                                                          |      |            |        |            |
| Partit                                          | Partit                                                                   | %    | Diferència | Escons | Diferència |
|                                                 | Partit Popular Social Cristià (CSV)                                      | 30.1 | -1,3       | 19     | -2         |
|                                                 | Partit Democràtic (DP)                                                   | 22,4 | +4,5       | 15     | +3         |
|                                                 | Partit Socialista dels Treballadors (LSAP)                               | 22.3 | -2,5       | 13     | -4         |
|                                                 | Comitè d'Acció per a la Justícia i la Democràcia dels Pensionistes (ADR) | 11,3 | +4,3       | 7      | +2         |
|                                                 | Els Verds                                                                | 9,1  | -1,8       | 5      | =          |
|                                                 | L'Esquerra                                                               | 3,3  | -          | 1      | -          |
|                                                 | Aliança Verda i Liberal (GLA)                                            | 1,1  | —          | 0      | —          |
|                                                 | El Contribuent (DeS)                                                     | 0.4  | —          | 0      | —          |
|                                                 | Partit de la Tercera Edat (FPL)                                          | 0.4  | —          | 0      | —          |
| Total                                           | Total                                                                    |      |            | 60     | —          |
| Font: Centre Informatique de l'État             |                                                                          |      |            |        |            |

## Resultats per circumscripcions
|        | CSV   | DP    | LSAP  | ADR   | Verds | L'Esquerra | GaL  | Contribuent | Pv3A |
| ------ | ----- | ----- | ----- | ----- | ----- | ---------- | ---- | ----------- | ---- |
| Centre | 28,0% | 30,1% | 17,2% | 9,5%  | 9,7%  | 2,8%       | 1,4% | 1,3%        | -    |
| Est    | 32,4% | 24,6% | 18,0% | 13,6% | 8,6%  | 1,6%       | 1,1% | -           | -    |
| Nord   | 31,3% | 24,3% | 16,5% | 16,7% | 9,2%  | 1,4%       | 0,8% | -           | -    |
| Sud    | 30,3% | 29,8% | 15,4% | 9,5%  | 8,7%  | 5,0%       | 0,9% | -           | 0,4% |